# Sessions 2000
Sessions 2000 är ett musikalbum av Jean Michel Jarre som släpptes 2002. Låtarna på albumet har namn efter det datum då de spelades in.

## Låtlista
1. "January 24" - 5:57
2. "March 23" - 8:02
3. "May 1" - 4:49
4. "June 21" - 6:18
5. "September 14" - 9:30
6. "December 17" - 8:11